# Короваєво (Нижньогородська область)
Короваєво (рос. Короваево) — присілок в Вачському районі Нижньогородської області Російської Федерації.
Населення становить 11 осіб. Входить до складу муніципального утворення Новосельська сільрада.

## Історія
Від 2009 року входить до складу муніципального утворення Новосельська сільрада.

## Населення
| 1859 | 1905 | 1926 | 1999 | 2002 | 2010 |
| ---- | ---- | ---- | ---- | ---- | ---- |
| 130  | ↗210 | ↗246 | ↘17  | ↘12  | ↘11  |